# 베스타데일드 크벤나
베스타데일드 크벤나(아이슬란드어: Besta-deild kvenna)는 아이슬란드의 최상위 여자 축구의 리그이다. 1972년에 설립되었으며, 현재 10개 팀이 참가한다. 아이슬란드 축구 협회(KSÍ)가 주관하며, 하위 리그로는 1. 데일드 크벤나(1. deild kvenna)가 있다.

## 진행 방식
베스타데일드 크벤나는 홈 앤 어웨이 방식의 리그전으로 진행되며 한 팀당 18경기를 치른다. 우르발스데일드 크벤나에서 가장 낮은 성적을 기록한 2개 팀은 1. 데일드 크벤나로 강등되고 1. 데일드 크벤나에서 가장 높은 성적을 기록한 2개 팀은 베스타데일드 크벤나로 승격된다. 또한, 베스타데일드 크벤나에서 가장 높은 성적을 기록한 1개 팀은 UEFA 여자 챔피언스리그에 진출한다.

## 2018 시즌 참가 팀
- 브레이다블리크 UBK (Breiðablik) - 코파보귀르
- FH 하프나르피외르뒤르 (FH) - 하프나르피외르뒤르
- UMF 그린다비크 (Grindavík) - 그린다비크
- HK/비킹귀르 (HK/Víkingur) - 레이캬비크
- ÍB 베스트만나에이야르 (ÍBV) - 베스트만나에이야르 제도
- KR 레이캬비크 (KR) - 레이캬비크
- UMF 셀포스 (Selfoss) - 셀포스
- 스탸르난 (Stjarnan) - 가르다바이르
- 발루르 (Valur) - 레이캬비크
- 소르/KA (Þór/KA) - 아퀴레이리

## 같이 보기
- 베스타데일드